# Kvikkjokks gamla kapell
Kvikkjokks gamla kapell var en kyrkobyggnad i Kvikkjokks församling i Luleå stift. Kapellet var den första kyrkan i Kvikkjokk, invigdes 1763 och revs när den nya kyrkan byggdes på samma plats 1906.
I och med att ett smältverk grundades i Alkavare utanför Kvikkjokk 1661 väcktes behovet av en kyrkobyggnad på orten. Till en början användes en "målad stuga" som lokal tills kapellet invigdes 1763. 1906 revs kapellet för att göra plats åt den nya kyrkan, men predikstolen, dopfunten, ett hörnskåp och ett altartäcke flyttades till den nya kyrkan.
Det gamla kapellet avmålades av Karl XV vid dennes besök i Kvikkjokk 1858.

## Galleri

Utsikt från Kvikkjokk, målad av Karl XV 1859. Till vänster syns Kvikkjokks gamla kapell.